# Ulrika Herbst
Anna Ulrika Herbst, född 28 februari 1959, är en svensk jurist och före detta polischef.
Hon är uppvuxen i Enköping men räknar Örebro som sin hemstad och har ett sommartorp i Närke. Hon har studerat juridik och genomgått Polishögskolans 2,5 år långa utbildning till polischef i början av 1980-talet. Hon har varit länspolismästare i Kronobergs län. I februari 2003 tillträdde hon tjänsten som länspolismästare i Värmland, som hon innehade i sex år.  Därefter var hon chef för polisavdelningen vid Rikspolisstyrelsen i Stockholm, bosatt i Strängnäs. Våren 2012 blev hon länspolismästare i Östergötlands län. Hösten 2013 utsågs hon till regionpolismästare för Östergötlands, Södermanlands och Jönköpings län, ett förordnande på fyra år som inleds 1 januari 2015. I september 2021 meddelade hon sin avsikt att avsluta arbetet i februari 2022.